# Pecquencourt
Pecquencourt est une commune française située dans le département du Nord, en région Hauts-de-France.
Située dans l'ancien Bassin minier du Nord-Pas-de-Calais, la Compagnie des mines d'Aniche y a ouvert les fosses Lemay et Barrois.

## Géographie

### Localisation
La commune se trouve dans l'aire d'attraction de Douai ainsi que dans sa zone d'emploi, dans l'Unité urbaine de Douai-Lens et dans le bassin de vie de Somain.

### Communes limitrophes
Les communes limitrophes sont  Bruille-lez-Marchiennes, Lallaing, Marchiennes, Masny, Montigny-en-Ostrevent, Rieulay, Vred et Écaillon.
| Lallaing Marchiennes  |                | Vred                    |
|                       | Pecquencourt   | Rieulay                 |
| Montigny-en-Ostrevent | Masny Écaillon | Bruille-lez-Marchiennes |

### Géologie et relief
La superficie de la commune est de 9,60 km2 ; son altitude varie de 16  à   27 mètres.

### Hydrographie

#### Réseau hydrographique

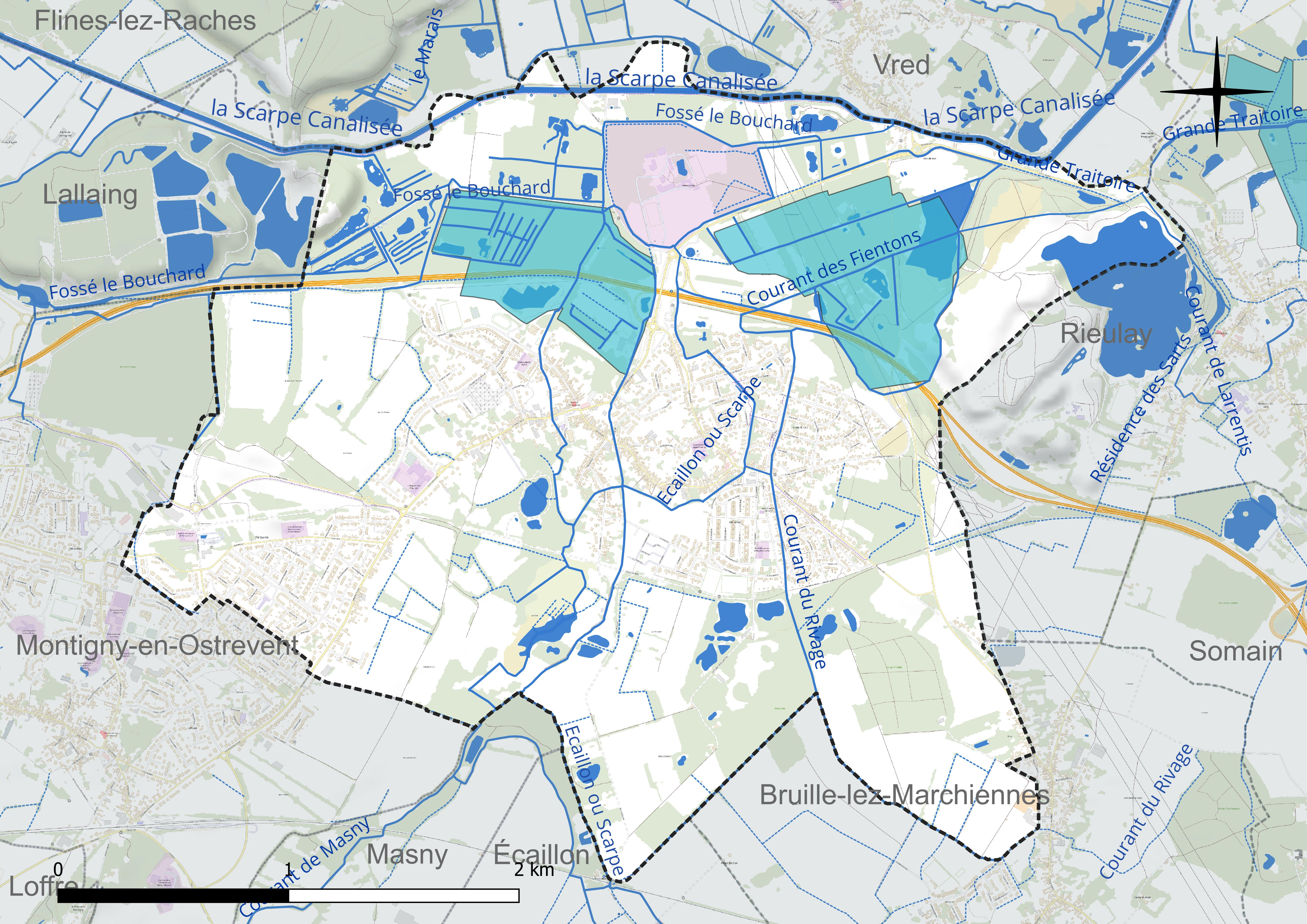
Réseau hydrographique de Pecquencourt.

La commune est située dans le bassin Artois-Picardie.
Elle est drainée par la Scarpe canalisée, la Grande Traitoire, l'Ecaillon ou Scarpe, le Courant de Larrentis, le Courant du Rivage, le fossé le Bouchard, la Grande Traitoire, le Courant de Beaurepaire, le Courant des Fientons, le marais et divers autres petits cours d'eau,.
La Scarpe canalisée et une section canalisée de la Scarpe, d'une longueur de 67 km, prend sa source dans la commune de Arras et se jette  dans l'Escaut canalisée à Mortagne-du-Nord, après avoir traversé 34 communes.
La Grande Traitoire  est un canal, chenal et un cours d'eau naturel non navigable, d'une longueur de 24 km, qui prend sa source dans la commune  et se jette  dans la Scarpe canalisée à Château-l'Abbaye, après avoir traversé onze communes.

#### Gestion et qualité des eaux
Le territoire communal est couvert par le schéma d'aménagement et de gestion des eaux (SAGE) « Scarpe aval ». Ce document de planification concerne un territoire de 624 km2 de superficie, délimité par le bassin versant de la Scarpe aval, comprenant la Pévèle, la plaine de la Scarpe et le bassin minier avec l'Ostrevent. Le périmètre a été arrêté le 18 mars 1997 et le SAGE proprement dit a été approuvé le 12 mars 2009, puis révisé le 5 juillet 2021. La structure porteuse de l'élaboration et de la mise en œuvre est le parc naturel régional Scarpe-Escaut.
La qualité des cours d'eau peut être consultée sur un site dédié géré par les agences de l'eau et l'Agence française pour la biodiversité.

### Climat
Le climat qui caractérise la commune est qualifié, en 2010, de « climat océanique dégradé des plaines du Centre et du Nord », selon la typologie des climats de la France qui compte alors huit grands types de climats en métropole. En 2020, la commune ressort du type « climat océanique altéré » dans la classification établie par Météo-France, qui ne compte désormais, en première approche, que cinq grands types de climats en métropole. Il s'agit d'une zone de transition entre le climat océanique, le climat de montagne et le climat semi-continental. Les écarts de température entre hiver et été augmentent avec l'éloignement de la mer. La pluviométrie est plus faible qu'en bord de mer, sauf aux abords des reliefs.
Les paramètres climatiques qui ont permis d'établir la typologie de 2010 comportent six variables pour les températures et huit pour les précipitations, dont les valeurs correspondent à la normale 1971-2000. Les sept principales variables caractérisant la commune sont présentées dans l'encadré ci-contre.
Avec le changement climatique, ces variables ont évolué. Une étude réalisée en 2014 par la Direction générale de l'Énergie et du Climat complétée par des études régionales prévoit en effet que la  température moyenne devrait croître et la pluviométrie moyenne baisser, avec toutefois de fortes variations régionales. La station météorologique de Météo-France installée sur la commune et en service de 1962 à 2019 permet de connaître l'évolution des indicateurs météorologiques. Le tableau détaillé pour la période 1981-2010 est présenté ci-après.
| Mois                                  | jan.           | fév.             | mars           | avril         | mai           | juin          | jui.          | août         | sep.          | oct.            | nov.          | déc.             | année     |
| ------------------------------------- | -------------- | ---------------- | -------------- | ------------- | ------------- | ------------- | ------------- | ------------ | ------------- | --------------- | ------------- | ---------------- | --------- |
| Température minimale moyenne (°C)     | 0,7            | 0,7              | 3,1            | 4,7           | 8,4           | 11,3          | 13,4          | 13           | 10,3          | 7,3             | 3,8           | 1,5              | 6,5       |
| Température moyenne (°C)              | 3,6            | 4                | 7,1            | 9,7           | 13,5          | 16,3          | 18,6          | 18,3         | 15,2          | 11,5            | 7             | 4,1              | 10,8      |
| Température maximale moyenne (°C)     | 6,4            | 7,4              | 11,1           | 14,8          | 18,5          | 21,2          | 23,8          | 23,6         | 20,1          | 15,6            | 10,2          | 6,7              | 15        |
| Record de froid (°C) date du record   | −19 17.01.1985 | −12,6 07.02.1991 | −12 07.03.1971 | −6 08.04.1968 | −4 03.05.1967 | 1 01.06.1975  | 3 01.07.1984  | 3 26.08.1966 | −1 19.09.1977 | −7,5 30.10.1997 | −9 23.11.1998 | −14,2 29.12.1996 | −19 1985  |
| Record de chaleur (°C) date du record | 18,5 02.01.03  | 20,4 26.02.19    | 24 29.03.1968  | 28,5 21.04.18 | 32,1 27.05.05 | 34,7 21.06.17 | 41,6 25.07.19 | 37 07.08.18  | 34,4 05.09.13 | 29,4 01.10.11   | 21,5 06.11.18 | 15,8 07.12.00    | 41,6 2019 |
| Précipitations (mm)                   | 58,1           | 48,6             | 58,3           | 46,6          | 61            | 69,8          | 72,4          | 67,8         | 57,7          | 68,3            | 67,9          | 67,3             | 743,8     |

## Urbanisme

### Typologie
Au 1er janvier 2024, Pecquencourt est catégorisée ceinture urbaine, selon la nouvelle grille communale de densité à sept niveaux définie par l'Insee en 2022.
Elle appartient à l'unité urbaine de Douai-Lens, une agglomération inter-départementale regroupant 67  communes, dont elle est une commune de la banlieue,,.
Par ailleurs la commune fait partie de l'aire d'attraction de Douai, dont elle est une commune de la couronne,. Cette aire, qui regroupe 61 communes, est catégorisée dans les aires de 50 000 à moins de 200 000 habitants,.

### Occupation des sols

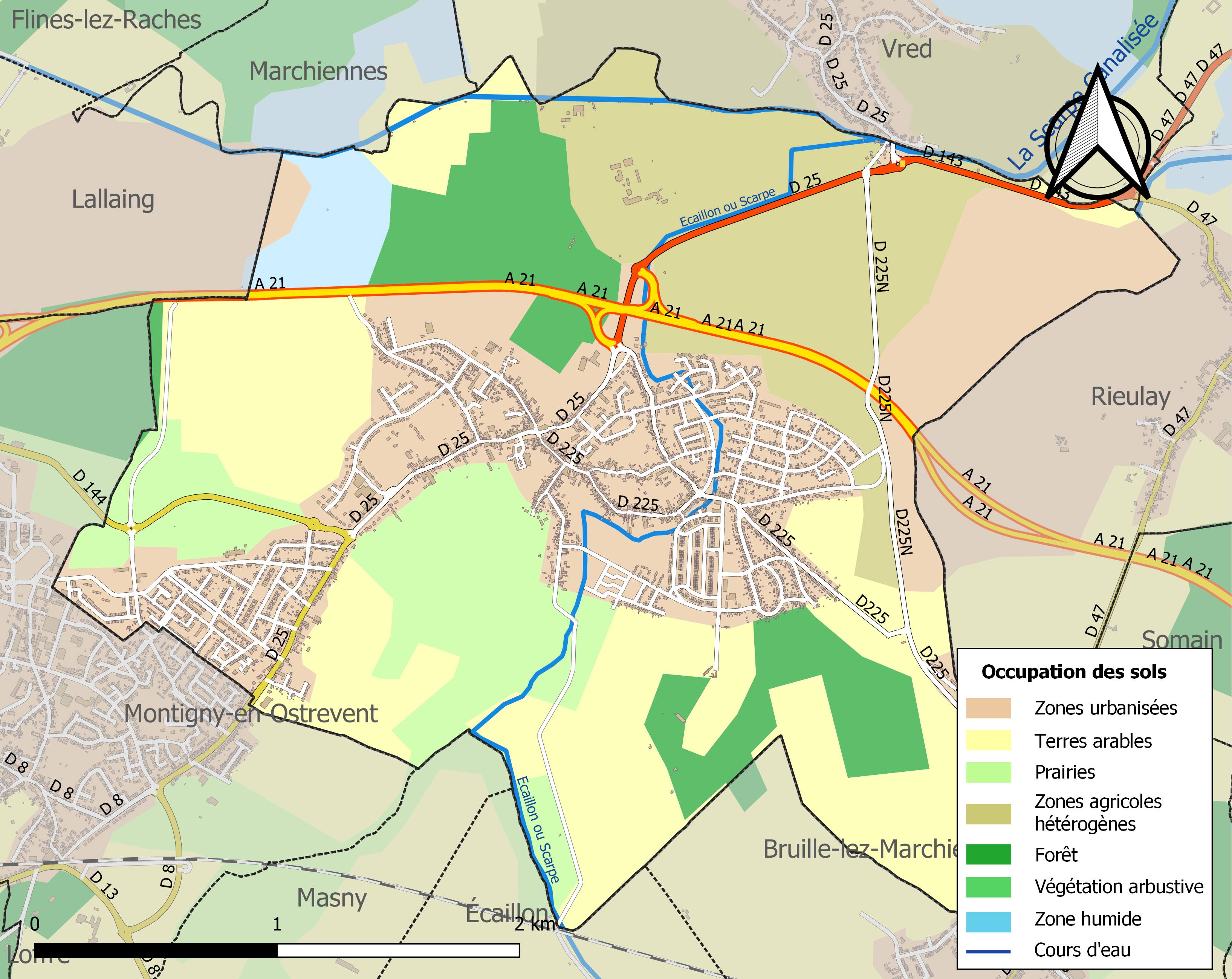
Carte des infrastructures et de l'occupation des sols de la commune en 2018 (CLC).

L'occupation des sols de la commune, telle qu'elle ressort de la base de données européenne d'occupation biophysique des sols Corine Land Cover (CLC), est marquée par l'importance des territoires agricoles (54,8 % en 2018), en diminution par rapport à 1990 (56,6 %).
La répartition détaillée en 2018 est la suivante : terres arables (26 %), zones urbanisées (25,2 %), zones agricoles hétérogènes (17,4 %), prairies (11,4 %), forêts (10,5 %), mines, décharges et chantiers (6,7 %), zones humides intérieures (2,4 %), espaces verts artificialisés, non agricoles (0,5 %).
L'évolution de l'occupation des sols de la commune et de ses infrastructures peut être observée sur les différentes représentations cartographiques du territoire : la carte de Cassini (XVIIIe siècle), la carte d'état-major (1820-1866) et les cartes ou photos aériennes de l'IGN pour la période actuelle (1950 à aujourd'hui).

### Habitat et logement
En 2021, le nombre total de logements dans la commune était de 2 790, alors qu'il était de 2 570 en 2016 et de 2 461 en 2011.
Parmi ces logements, 92,2 % étaient des résidences principales, 0,4 % des résidences secondaires et 7,4 % des logements vacants. Ces logements étaient pour 92,4 % d'entre eux des maisons individuelles et pour 7 % des appartements.
Le tableau ci-dessous présente la typologie des logements à Pecquencourt en 2021 en comparaison avec celle du Nord et de la France entière. Une caractéristique marquante du parc de logements est ainsi la faible proportion des résidences secondaires et logements occasionnels (0,4 %) par rapport au département (1,8 %) et à la France entière (9,7 %).
| Typologie                                               | Pecquencourt | Nord | France entière |
| ------------------------------------------------------- | ------------ | ---- | -------------- |
| Résidences principales (en %)                           | 92,2         | 90,9 | 82,2           |
| Résidences secondaires et logements occasionnels (en %) | 0,4          | 1,8  | 9,7            |
| Logements vacants (en %)                                | 7,4          | 7,4  | 8,1            |

### Voies de communication et transports
La commune est desservie par les lignes 3, 12, 19 et 112 du réseau de transport Évéole.

## Toponymie
de Piscatoris curte (1079), Piscium curtem (1104), Pisciucurte (1123), Pescheucurt (1178), apud Piscatoris curtem (1189).
Du latin piscātōris curtis, la « ferme du pêcheur ».
Vissershoven en flamand.

## Histoire

### Moyen Âge

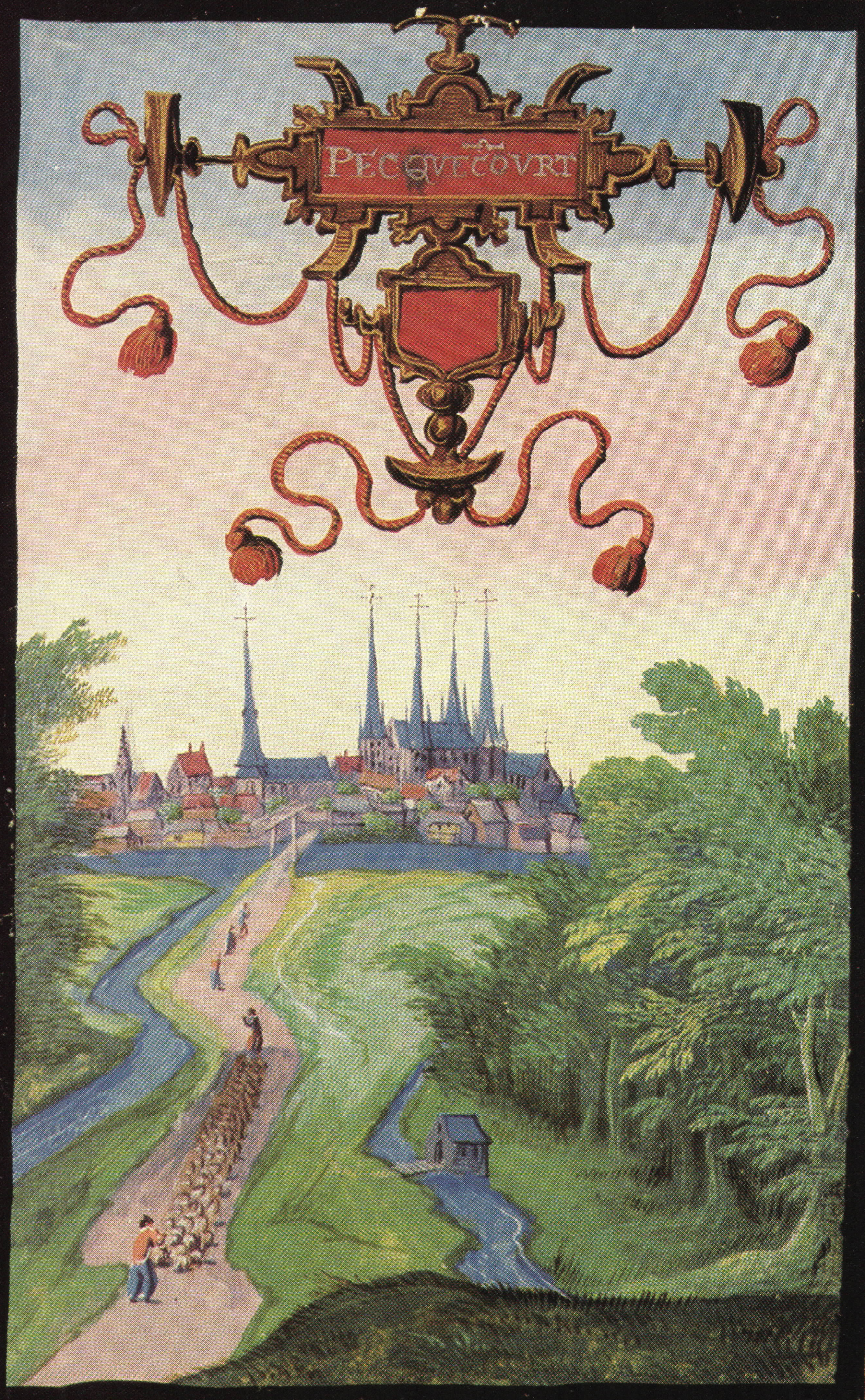
Cartulaire du Duc de Croy en 1603.

En 1339, vidimus d'un acte de Baudouin comte du Hainaut, (Baudouin V de Hainaut) et de sa femme Marguerite d'Alsace en 1178, reconnaissant n'avoir aucun droit sur les villages d'Auberchicourt et de Pecquencourt, appartenant à l'abbaye d'Anchin.
Il ne reste que quelques vestiges de l'entrée de l'abbaye à Pecquencourt qui se trouvent assez éloignés dans le prolongement de la rue d'Anchin en direction du Nord Ouest,,.

### Époque contemporaine
La ville est située sur la concession de l'ancienne Compagnie des mines d'Aniche, avec les fosses Lemay et Barrois.
Depuis 2015, la ville compte deux quartiers prioritaires, Barrois et Lemay-Sainte-Marie, qui regroupent presque 2 500 habitants en 2020 soit 40 % des habitants de la ville, avec un taux de pauvreté atteignant jusqu'à 49 %.

## Politique et administration

### Rattachements administratifs et électoraux

#### Rattachements administratifs
La commune se trouve dans l'arrondissement de Douai du département du Nord.
Elle faisait partie depuis 1793  du canton de Marchiennes. Dans le cadre du redécoupage cantonal de 2014 en France, cette circonscription administrative territoriale a disparu, et le canton n'est plus qu'une circonscription électorale.

#### Rattachements électoraux
Pour les élections départementales, la commune fait partie depuis 2014 du canton de Sin-le-Noble
Pour l'élection des députés, elle fait partie de la seizième circonscription du Nord.

### Intercommunalité
Pecquencourt était membre de la  communauté de Communes de l'Est du Douaisis (CCED), un établissement public de coopération intercommunale (EPCI) à fiscalité propre créé fin 2000 et auquel la commune a transféré un certain nombre de ses compétences, dans les conditions déterminées par le code général des collectivités territoriales.
En 2006, cette intercommunalité prend le nom de communauté de communes Cœur d'Ostrevent puis, en 2025, se transforme en communauté d'agglomération sous la dénomination de communauté d'agglomération Cœur d'Ostrevent. La commune en est donc membre.

### Tendances politiques et résultats
Lors du premier tour des élections municipales de 2020 dans le Nord, la liste DVG menée par le maire sortant Joël Pierrache obtient la majorité absolue des suffrages exprimés, avec 1 856 voix (66,73 %, 25 conseillers municipaux élus dont 3 communautaires), devançant très largement celles menées respectivement par : 

- Henri Fontaine (FG, 405 voix, 14,56 %, 2 conseillers municipaux élus) ; 

- Paul Mondino (DVG, 325 voix, 11,68 %, 1 conseiller municipalo élu) ; 

- Jean Jacques Bracq (DVG, 195 voix, 7,01 %, 1 conseiller municipal élu).

Lors de ce scrutin, 34,94 % des électeurs se sont abstenus. 	
Lors du premier tour des élections municipales de 2020 dans le Nord, la liste DVG menée par le maire sortant Joël Pierrache obtient la majorité absolue des suffrages exprimés, avec 1 258 voix (53,25 %, 22 conseillers municipaux élus dont 4 communautaires), devançant  de 154 voix celle, également DVD, mené par Rémy Vanandrewelt, qui a recueillie 1 104 voix (46,74 %, 7 conseillers municipaux élus dont 1 communautaire).
Lors de ce scrutin marqué par la pandémie de Covid-19 en France, 45,03 % des électeurs se sont abstenus.

### Liste des maires
| Période      | Période                        | Identité              | Étiquette | Qualité |
| ------------ | ------------------------------ | --------------------- | --------- | --- |
| avant 1803   | après 1807                     | M. Goube              |           | |
|              |                                |                       |           | |
| avant 1881   |                                | M. Sion               |           | |
|              |                                |                       |           | |
| 1893         | 1900                           | Jules Vanandrewelt    |           | Brasseur |
|              |                                |                       |           | |
| 1925         | 1945                           | Michel Vanandrewelt   |           | |
|              |                                |                       |           | |
| années 1950  |                                | François Briquet      |           | |
|              |                                |                       |           | |
| mars 1971    | mars 1977                      | Lucien Bourdon        |           | |
| mars 1977    | mars 1983                      | René Mercier          | PCF       | |
| mars 1983    | septembre 1990                 | Lucien Bourdon        |           | Mort en fonction |
| 1990         | mai 2006                       | Patrick Vanandrewelt, | DVD,      | Mort en fonction |
| 2006         | mars 2008                      | Léon Brevière,        |           | Président de la section CFTC de Pecquencourt Ancien administrateur de la société de Secours Minière Chevalier de l'Ordre national du Mérite |
| mars 2008    | octobre 2009,                  | Henri Fontaine        | PCF       | Mandat écourté par la démission d'une partie du conseil municipal                                                                           |
| octobre 2009 | En cours (au 30 novembre 2023) | Joël Pierrache        | DVG       | Cadre retraité Réélu pour le mandat 2020-2026,                                                                                              |

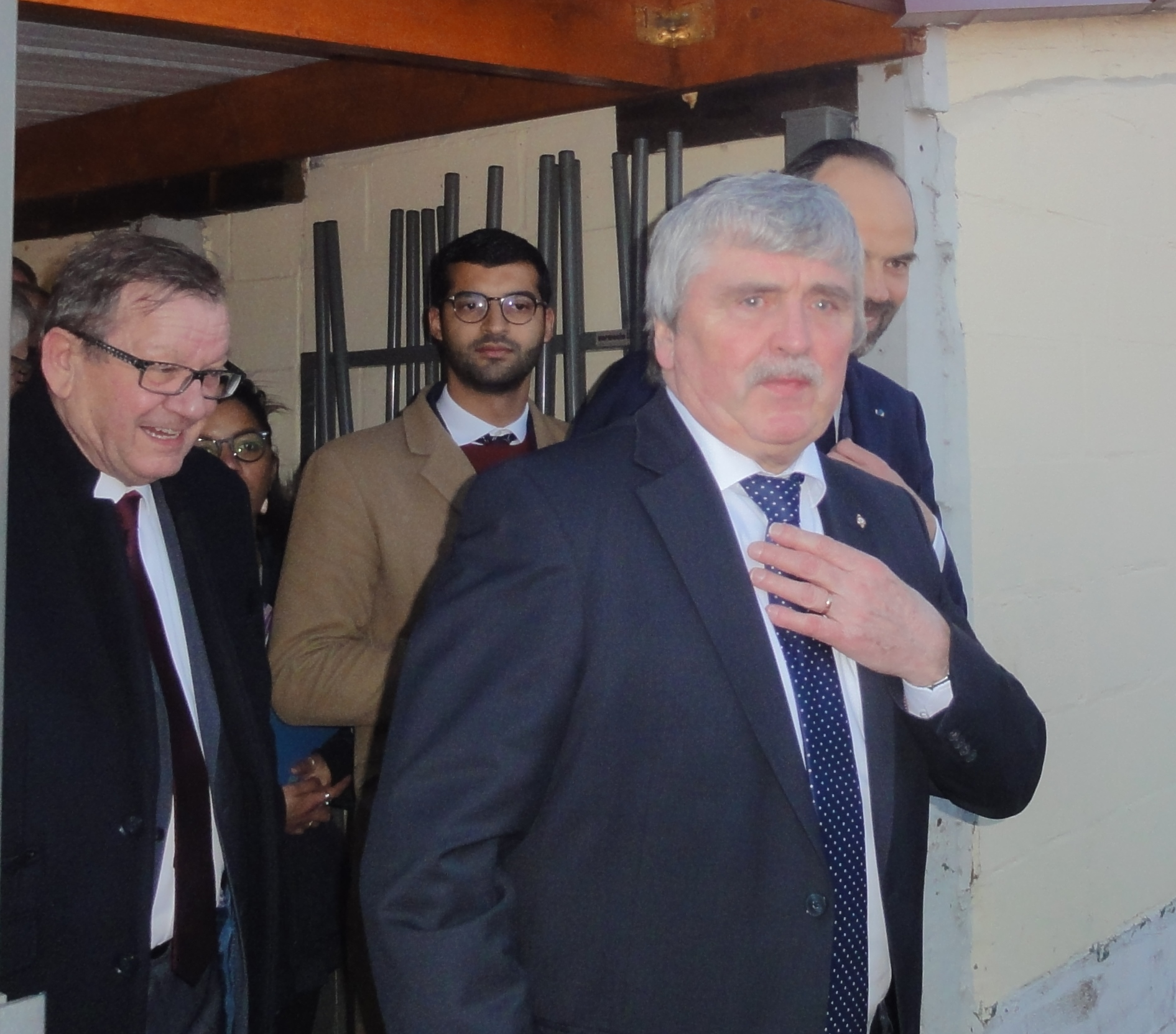
Joël Pierrache avec Alain Bruneel et Édouard Philippe le 22 février 2018.

## Équipements et services publics

### Enseignement
Pecquencourt fait partie de l'académie de Lille.

## Population et société

### Démographie

#### Évolution démographique
L'évolution du nombre d'habitants est connue à travers les recensements de la population effectués dans la commune depuis 1793. Pour les communes de moins de 10 000 habitants, une enquête de recensement portant sur toute la population est réalisée tous les cinq ans, les populations de référence des années intermédiaires étant quant à elles estimées par interpolation ou extrapolation. Pour la commune, le premier recensement exhaustif entrant dans le cadre du nouveau dispositif a été réalisé en 2008.

En 2022, la commune comptait 6 160 habitants, en évolution de +3,13 % par rapport à 2016 (Nord : +0,51 %, France hors Mayotte : +2,11 %).
| 1793  | 1800  | 1806  | 1821  | 1831  | 1836  | 1841  | 1846  | 1851  |
| ----- | ----- | ----- | ----- | ----- | ----- | ----- | ----- | ----- |
| 1 329 | 1 269 | 1 261 | 1 304 | 1 334 | 1 300 | 1 353 | 1 438 | 1 350 |

| 1856  | 1861  | 1866  | 1872  | 1876  | 1881  | 1886  | 1891  | 1896  |
| ----- | ----- | ----- | ----- | ----- | ----- | ----- | ----- | ----- |
| 1 366 | 1 426 | 1 427 | 1 360 | 1 405 | 1 324 | 1 259 | 1 275 | 1 259 |

| 1901  | 1906  | 1911  | 1921  | 1926  | 1931  | 1936  | 1946  | 1954  |
| ----- | ----- | ----- | ----- | ----- | ----- | ----- | ----- | ----- |
| 1 381 | 1 417 | 1 345 | 1 329 | 3 018 | 3 713 | 4 263 | 5 111 | 6 555 |

| 1962  | 1968  | 1975  | 1982  | 1990  | 1999  | 2006  | 2008  | 2013  |
| ----- | ----- | ----- | ----- | ----- | ----- | ----- | ----- | ----- |
| 8 772 | 8 911 | 7 934 | 7 387 | 6 718 | 6 361 | 6 040 | 5 939 | 5 950 |

| 2018  | 2022  | - | - | - | - | - | - | - |
| ----- | ----- | - | - | - | - | - | - | - |
| 6 050 | 6 160 | - | - | - | - | - | - | - |

#### Pyramide des âges
La population de la commune est relativement jeune.
En 2018, le taux de personnes d'un âge inférieur à 30 ans s'élève à 39,9 %, soit au-dessus de la moyenne départementale (39,5 %). À l'inverse, le taux de personnes d'âge supérieur à 60 ans est de 22,9 % la même année, alors qu'il est de 22,5 % au niveau départemental.
En 2018, la commune comptait 2 943 hommes pour 3 107 femmes, soit un taux de 51,36 % de femmes, légèrement inférieur au taux départemental (51,77 %).
Les pyramides des âges de la commune et du département s'établissent comme suit.
| Hommes | Classe d’âge | Femmes |
| ------ | ------------ | ------ |
| 0,5    | 90 ou +      | 1,1    |
| 5,2    | 75-89 ans    | 9,7    |
| 13,3   | 60-74 ans    | 15,7   |
| 18,3   | 45-59 ans    | 17,1   |
| 20,1   | 30-44 ans    | 19,0   |
| 18,5   | 15-29 ans    | 17,3   |
| 24,0   | 0-14 ans     | 20,1   |

| Hommes | Classe d’âge | Femmes |
| ------ | ------------ | ------ |
| 0,5    | 90 ou +      | 1,4    |
| 5,3    | 75-89 ans    | 8,1    |
| 14,8   | 60-74 ans    | 16,2   |
| 19,1   | 45-59 ans    | 18,4   |
| 19,5   | 30-44 ans    | 18,7   |
| 20,7   | 15-29 ans    | 19,1   |
| 20,2   | 0-14 ans     | 18     |

### Manifestations culturelles et festivités
La commune a acquis une certaine notoriété grâce au Salon de la Moto qui s'y déroule chaque année[réf. nécessaire].

### Sports et loisirs
Le team Athlé Pecquencourt, club d'athlétisme spécialisé en courses hors stade et trail, organise chaque 3ème dimanche de septembre, une course pédestre depuis 2015, « Les foulées pecquencourtoises ».
Le club de football ; US Pecquencourt

## Culture locale et patrimoine

### Lieux et monuments
- Église Saint-Gilles 13e et 19e : maître autel 18e en fer forgé et toiles 17e provenant de l'abbaye.
- Abbaye Saint-Sauveur d'Anchin (1079-1792), monastère de religieux bénédictin détruit à La Révolution
- Fosses Lemay et Barrois
- Cimetière de Pecquencourt

### Personnalités liées à la commune
- Saint Gossuin abbé, mort à l'abbaye en 1169.
- Jean Degros, international de basket-ball, né à Pecquencourt en 1939
- Boguslaw Konieska, ancien défenseur du LOSC , né à Pecquencourt en 1938.
- Joseph Kolasniewski, ancien joueur professionnel du Sporting Club de Douai (ex SA Douai), né à Pecquencourt en 1925.

### Héraldique
| [[Image:\|Blason à dessiner\|100px]] | Blason  | D'azur semé de fleurs de lis d'or, au cerf d'argent passant sur le tout.                                                                                     |
| [[Image:\|Blason à dessiner\|100px]] | Détails | Ce sont celles de l'ancienne abbaye d'Anchin, qui se trouvait jusqu'en 1792 sur le territoire de la commune Le statut officiel du blason reste à déterminer. |

### Folklore
Pecquencourt a pour géant Fery de Guyon.

## Pour approfondir